# Rema bimacula
Rema bimacula är en fjärilsart som beskrevs av Alfred Ernest Wileman och South 1921. Rema bimacula ingår i släktet Rema och familjen nattflyn. Inga underarter finns listade.